# Ewa Melania Gruszczyńska
Ewa Melania Gruszczyńska – polska psycholog, dr hab. nauk społecznych, profesor uczelni i dyrektor Instytutu Psychologii Klinicznej Wydziału Psychologii Uniwersytetu SWPS w Warszawie. 

## Życiorys
28 maja 2002 obroniła pracę doktorską Poczucie koherencji a proces radzenia sobie ze stresem (na przykładzie stresu egzaminacyjnego), 15 czerwca 2018 habilitowała się na podstawie pracy zatytułowanej Radzenie sobie ze stresem w wybranych kontekstach zdrowotnych: mikro- i makroperspektywa. Pracowała w Instytucie Psychologii na Wydziale Pedagogiki i Psychologii Uniwersytetu Śląskiego i w Instytucie Psychologii Klinicznej na Wydziale Psychologii Szkole Wyższej Psychologii Społecznej w Warszawie.
Jest profesorem uczelni i dyrektorem Instytutu Psychologii Klinicznej Wydziału Psychologii Uniwersytetu SWPS, a także prorektorką ds. dydaktyki Uniwersytetu SWPS.

## Działalność naukowa
Zajmuje się badaniami nad stresem – od utrapień dnia codziennego po krytyczne wydarzenia życiowe. Sprawdza, jak przebiega proces radzenia sobie z nim i od czego zależy jego efektywność. W pracy badawczej poszukuje odpowiedzi na pytania m.in. o to: dlaczego niektóre osoby radzą sobie ze stresem lepiej niż inne, jak przebiega regulacja emocji w sytuacji stresowej i czy istnieje związek między ilością i jakością stosowanych strategii radzenia sobie ze stresem a dobrostanem.
Interesuje się adaptacją do krytycznych zdarzeń życiowych i chorób przewlekłych. Analizuje również relacje między stresem psychologicznym a szeroko rozumianym zdrowiem. Aktualnie prowadzi badania dotyczące roli radzenia sobie ze stresem w procesie wypalenia zawodowego oraz wśród osób z HIV/AIDS.
Laureatka nagrody naukowej Rektora Uniwersytetu SWPS (2014 r.) oraz licznych nagród dydaktycznych dziekana Wydziału Psychologii za wysokie wyniki w ewaluacyjnych ankietach studenckich.
Jest członkinią zarządu Sekcji Psychologii Zdrowia Polskiego Towarzystwa Psychologicznego oraz komitetów redakcyjnych Applied Psychology: Health and Well-Being i Health Psychology and Behavioral Medicine. W latach 2013–2016 była członkinią zarządu European Health Psychology Society, obecnie pełni rolę delegatki krajowej. Była również członkinią-założycielką i sekretarzynią Central and Eastern European Society of Behavioural Medicine.
W 2012 r. otrzymała stypendium DAAD i była badaczem wizytującym w Freie Universität w Berlinie na zaproszenie prof. Ralfa Schwarzera. W latach 2013–2017 prowadziła grant badawczy Polsko-Niemieckiej Fundacji na rzecz Nauki zatytułowany „Wartości, normy kulturowe i pozytywne starzenie się: porównania polsko-niemieckie”.